# Кабинет министров Ирака
Кабинет министров Ирака — ветвь исполнительной власти Ирака. Формируется крупнейшей фракцией Совета представителей и возглавляется премьер-министром.
Текущий состава Кабинета министров был утвержден 7 мая 2020 года после долгих консультаций между прошедшими в Совет представителей партиями.
- Премьер-министр Ирака — Мустафа Аль-Казыми
- Вице-премьер — Али Аллави

## Основные министерства
- Министр обороны — Джума Инад
- Министр финансов — Али Аллави
- Министр иностранных дел — Фуад Хусейн
- Министр внутренних дел — Осман аль-Ганми
- Министр нефти — Ихсан Абдул аль-Джаббар

## Прочие министерства
- Министр сельского хозяйства — Салех аль-Хасани
- Министр связи — Эркан Шахаб
- Министр строительства и реконструкции — Назенин Мухаммед
- Министр культуры — Хасан Назим
- Министр по делам миграции — Эван Фаик
- Министр образования — Али Хамид
- Министр электроэнергетики — Маджид Мехди
- Министр здравоохранения — Хасан Мухаммед
- Министр высшего образования — Небил Казым
- Министр промышленности — Менхел Азиз
- Министр юстиции — Хайдер аз-Замли
- Министр труда и социальных дел — Адил Хашшуш
- Министр науки и технологий — Набиль Абдулсахиб
- Министр торговли — Аля Ахмад Хасан
- Министр транспорта — Насыр Хюсейин
- Министр водных ресурсов — Али Мехди Рашид
- Министр планирования — Халид Неджим
- Министр молодежи и спорта — Аднан Дирджал